# Шумска љубичица
Шумска љубичица (лат. Viola canina, син. Viola sylvestris) врста је вишегодишња цветнице из рода љубичица (Violaceae). Први пут је описана 1753. године.

## Распрострањеност
Ареал шумске љубичице простире се од Европе и  умереног дела Азије, до Монголије и Јапана. Налази се и у Мароку.

## Станиште
Шумска љубичица расте на висоравнима, у ритовима и влажним шумама. Највише воли на кисела земљишта.

### Распрострањеност у Србији
У Србији шумска љубичица углавном расте у шумама различитог типа. Као реликтна врста одржала се на Пештеру, и може се наћи у Специјалном резервату природе Гутавица, који се налази на територији села Угао у општини Сјеница, на Голијском шумском подручју. За време леденог доба Пештер је, као и Динарске планине, био захваћен глацијацијом и уз то настањен биљним врстама које су ту расле и пре глацијације.

## Опис биљке
Шумска љубичица је зељаста вишегодишња биљка. У шумама се јавља од априла до јуна, а често и од августа до октобра. Колоније биљака могу бити велике.
Ризом је танак, кратак и разгранат. При основи стабла приземни листови скупљени су у растресите розете. Стабљика је висине 5-15, ређе 25 cm, полуусправљена или права, често још од основе разграната. 
Приземни листови у розети су округло срцасти, скоро бубрежасти, на врху тупи. Листови стабла су танки, широко до издужено јајасти, на врху шиљати.
Све цветне дршке полазе са стабла, код клеистогамих цветова су краће. Цветови су бледоплави до светло пурпурнољубичасти, при основи тамнији. Цветају од априла до јула. Хазмогами цветови не миришу. 
Плод је чаура, усправна, издужено јајаста, вишестрана, на врху шиљата, гола, пуцајућа. Семе је жућкастобело, са малим уљаним телом.
Домаћин је патогеним гљивама Puccinia violae и Ramularia lactea.